# Acque libere

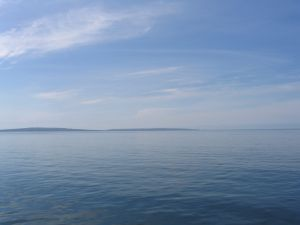
Acque libere

Il termine acque libere è comunemente utilizzato, specie nelle didattiche per l'insegnamento del nuoto o della subacquea, per far riferimento a quegli ambienti acquatici dove non c'è una delimitazione protettiva dell'area: in pratica quando l'attività è svolta al mare o in un lago.
Le acque libere sono intrinsecamente un luogo più pericoloso rispetto alle acque delimitate per via del minor grado di controllo che si può mantenere sull'ambiente: un tratto di mare, magari attraversato da traffico marittimo, presenta maggiori rischi potenziali rispetto ad una piscina o ad un'area recintata destinata ai bagnanti.
Il brevetto di sub base spesso è chiamato anche open od open water, ovvero acque libere in inglese: questo perché abilita per la prima volta il subacqueo all'immersione in acque non confinate.